# إسخيلوس
إسخيلوس (525 ق.م - 456 ق.م.) روائي مسرحي تراجيدي يوناني.
يُعتقد أن إسخيلوس اشترك في معركة ماراثون، وربما في معركة سالاميس أيضاً. وإثر الحروب الفارسية أنصرف إلى كتابة المسرحيات، وكلها ذات مضمون درامي ومأساوي، أما حبكاتها المقتبسة إما من الأسطورة أو التاريخ اليونانيين، فهي، جيدة المبنى. وقد رفع من مسرحياته، بصورة متفاوتة بأستخدامه الفعَّال لكل ما يستعان به في الإخراج المسرحي كالأثاث، والملابس، والأقنعة الهائلة للجوقات الغنائية، والحيوانات الخرافية، وما شاكل. ولا يستبعد المرء أنه كان أستخدم الرعد والبرق المصطنعين، وسائر المؤثرات المسرحية الحديثة، فيما لو توفرت له، ونجح بذلك نجاحاً باهراً.
ومع أنه كتب حوالي 70 عملاً مسرحياً، إلا أن ما خُلّد منها يُعدّ على أصابع اليدين. وهي تشمل «المتوسلون»، و«السبعة ضد طيبة»، وثلاثية «أورستيا» التي تضمّ «أغاممنون»، «الضارعات». وإسخيلوس هو مبدع نوع جديد من العرض المسرحي نسج على منواله الكثيرون من الروائيين المسرحيين بعده.

## سيرته
إسخيلوس (525 ق.م - 456 ق.م.) Aeschylus ، Αἰσχύλος ، هو كاتب مسرحي يوناني ويعتبر من مؤسسي اللون التراجيدي في الأدب اليوناني. ويعتبر إسخيلوس من واحد من أقدم ثلاث كتاب مسرح يونانيين وهم سوفوكليس واوريپيدس. كتب العديد من المسرحيات التي جسدت التاريخ اليوناني ويقدر عددها بحوالي سبعين مسرحية ولم يصلنا في الوقت الحالي منها سوى سبع مسرحيات.
ويُعَدُّ أسخيلوس أهمّ كتّاب المأساة الإغريقية على الإطلاق، وهو مؤسسها بالمعنى الفني، وأقدم فرسانها المعروفين.
تُقدّر المسرحيات التي كتبها بنحو تسعين، ولم يصل من أعماله سوى سبع مسرحيات هي: «الفرس» (472 ق.م.)، و«سبعة ضد طيبة» (467 ق.م.)، «پرومثيوس مصفدا» (465 ق.م.)، و«الضارعات» (463 ق.م.)، و«أگاممنون»، و«حاملات الشراب» (458 ق.م.) و«ربات الغضب» (458 ق.م.) والترجمة الحقيقية لعنوان المسرحية هي «الصافحات» أو «المحسنات» وهي تسمية كانت مستخدمة لدى أهل أثينة بوجه خاص للإشارة إلى ربات الغضب Erinyes وذلك ابتغاء درء شرهن.
وهناك مايشبه الإجماع منذ القديم على أن إسخيلوس هو أبو فن المأساة. فقد كان له فضل تثبيت أسس المأساة من الناحية الفنية، إذ كان المسرح اليوناني قبله يعتمد على ممثل واحد يقوم بالأدوار المختلفة ولاسيما دورَيْ الإله والبطل وذلك بأن يصبغ وجهه بالمساحيق ويحدث بعض التغييرات في ملابسه، وسرعان ما أدرك أسخيلوس فداحة هذا القصور الفني فأقدم على إضافة ممثل ثان: وأدخل تعديلاً على دور الجوقة، مما ساعد على إبراز الصراع الذي تقوم عليه فكرة المسرحية اليونانية. وكذلك اهتمّ بملاءمة الملابس والأزياء لطبيعة القصة. واعتنى بصقل الأقنعة وإتقان صنعها لتعبر تعبيراً متناسباً مع الانفعالات التي يتلبّسها البطل، وبوجه عام اعتنى بالإخراج والمشاهد وحث الممثلين على إجادة أدوارهم وبذل الجهد لإشعار المتفرجين بأنهم يرون شيئاً حقيقياً وليس مجرد تمثيل.

## حياته

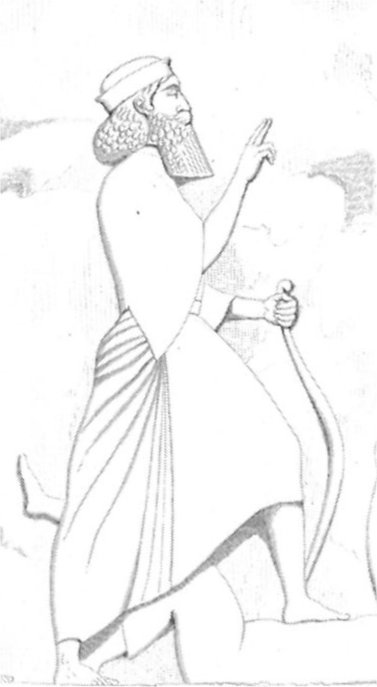
الملك الفارسي دريوش الأول, الذي قاتل جيشه في معركة ماراثون.

كان إسخيليوس مثل غيره من كتاب اليونان في القرن الخامس يكتب ويستمتع بالحياة، ويعرف كيف يعمل وكيف يتكلم. وأخرج في عام 499 وهو في السادسة والعشرين من عمره مسرحيته الأولى؛ وفي عام 490 حارب هو وأخواه في واقعة مرثون وأظهروا من الشجاعة ما جعل أثينا تأمر بعمل صورة تخلد بها بطولته؛ وفي عام 484 نال جائزته الأولى في العيد الديونيشي؛ وفي عام 480 حارب في أرتميزيوم وسلاميس، وفي عام 479 في بلاتيه؛ وفي 476، 470 زار سرقوصة واستقبل بمظاهر التكريم في بلاط هيرون الأول؛ وفي 468 انتزع منه سفكليز الشاب الناشئ الجائزة الأولى للمسرحية بعد أن ظل هو مسيطراً على الأدب الأثيني جيلاً كاملاً، وفي عام 467 عاد إلى مكانته العليا على أثر ظهور مسرحيته «سبعة ضد طيبة»، وفي عام 458 نال آخر انتصاراته وأعظمها بإخراج أورستيا مسرحيته الثلاثية؛ وفي عام 456 عاد إلى صقلية، حيث وافته منيته في تلك السنة نفسها.
وإلى جانب ذلك أضفى أسخيلوس على المأساة جلالاً وصوفية، وأوغل في معالجة الموضوعات الدينية الوجودية، مثل علاقة الآلهة بالناس، وتسلط القوى العليا على الإنسان، ومشكلة وجود الشر في عالم تسيّره الآلهة، ومسألة الصراع الحاد بين الإرادة الحرة وجبروت القدر، فإلى جانب إرادة الآلهة وعناء البشر هناك دائماً قوة القضاء التي تحتم على الناس وآلهتهم في النهاية أن يستسلموا ويقبلوا مصيرهم صاغرين، حتى بدا الناس والآلهة في كثير من مسرحياته مجرّد آلات لا بد لها من تنفيذ ما رسم القضاء على الرغم من كل محاولاتها للاحتجاج والمعاندة. ولجلال هذه الموضوعات تتصف مسرحيات أسخيلوس بالصراحة والرزانة وتسودها مسحة غنائية متشحة بالشؤم. وغالباً ما يتكشف هذا الشؤم بالتدريج من خلال تطور الصراع بين البشر والآلهة. ذلك أن عظمة البشر تثير حسد الآلهة، والغطرسة يتبعها الضلال، والأرباب يقفون للمتكبر بالمرصاد ويصيبونه بالجنون والعمى. وتوقيع العقاب هو الحدث الرئيسي في المسرحية، وهو شديد مخيف يتخذ صورة طقوس دينية محفوفة بأسرار ذات طابع غيبي. ويبدو أن جلال الموضوع الديني ـ الوجودي عند أسخيلوس جعله أميل إلى تثبيت جوانبه من خلال «الثلاثية» Trilogy وهي مسرحية مكونة من ثلاث مآس متسلسلة الموضوع وإن كانت كل منها قائمة بذاتها، والثلاثية الوحيدة التي وصلت كاملة من نتاج المسرح الإغريقي القديم كله هي «ثلاثية الأوريستيا» Oresteia التي تشمل: (أغاممنون وحاملات القرابين وربات الغضب أو الصافحات). وربما كانت ثلاثية «بروميثيوس» من أهم مسرحيات أسخيلوس أو على الأقل أقربها إلى المفهومات الحديثة. وقد وصل منها «بروميثيوس مصفداً» وهي الثانية، أما الأولى «بروميثيوس حامل النار» والثالثة «بروميثيوس طليقاً» فهما مفقودتان. وتدور «بروميثيوس مصفداً» حول العقاب الذي يلقاه الإله الثائر بروميثيوس على يد الإله الأكبر زيوس Zeus نتيجة لما أقدم عليه الأول من إفساد خطة الثاني الهادفة إلى محو الحياة البشرية من الأرض. فقد كان بروميثيوس نصيراً للإنسان (أمه الأرض كما تقول الأسطورة)، وأعطى البشر سرّ النار التي كانت وقفاً على آلهة الأولمب، ثم علمهم التجارة والزراعة والطب والملاحة، وفتح لهم الطريق إلى المدينة وعمل على انتشالهم من هاوية البؤس والشقاء. وهكذا يحلُّ عليه غضب زيوس وعقابه القاسي. وقد أمر به زيوس أن يُشد إلى صخرة عاتية ويعذب، ولكنه يصمد أمام العذاب وهو متأكد أن زيوس لا بد مبدلٌ نقمته. وأخيراً تشتد نقمة الإله الأكبر فيرسل له نسراً جارحاً ينهش لحمه، ثم تنشق الأرض وتهوي الصخرة في باطنها. وتكتمل فكرة الثلاثية أخيراً بأن يُذهل زيوس لصمود بروميثيوس ويضطر إلى الإذعان، فبعد أن كان طاغية جباراً تعلم الحكمة وأشفق على عدوه وعطف عليه، ثم بلغ الكمال تدريجياً وأصبح صديقاً للناس.
وقد عُد بروميثيوس رمزاً لصمود الإنسان وعناده في وجه الآلهة، بل ربما رمز قدرته على تغيير إرادتها وتطوير موقفها من البشر، لأن زيوس في النهاية اضطر إلى تبديل موقفه وحسم الخلاف. واستوحى هذه القصة فيما بعد عدد من الكتاب الأوربيين وغير الأوربيين وأعطوها معنى إنسانياً أكثر أصالة وعمق اً، ومنهم الشاعر الإنكليزي شلي Shelley في قصيدته المسرحية «برميثيوس طليقاً» Prometheus Unbound (1820) وكان لأسخيلوس تأثير كبير في مستقبل المسرح المأساوي، ليس فقط على مستوى التجربة اليونانية، بل امتدّ تأثيره عميقاً في التاريخ الحديث للمسرح. وعلى الرغم مما طرأ على (الدراما) من تغييرات فإن تأثير أسخيلوس، سواء من ناحية الموضوع الجليل أو من ناحية مبدأ الإتقان الفني ظلّ متصلاً. وقد كُتب الكثير عن تجربة إسخيلوس وفضله، باللغة العربية، كما صدرت ترجمات لبعض نصوصه قام بمعظمها لويس عوض ومراجعه الأجنبية كثيرة، ويمكن أن يراجع بالعربية في الكتب العامة عن الأدب اليوناني والمسرحية. ويشار هنا إلى أن بعض مسرحياته ترجمتها «سلسلة المسرح العالمي» بدولة الكويت.
النص التالي منقوش على شاهد قبر إسخيلوس وربما كتبه إسخيلوس نفسه، إلا أنه لا يذكر شهرته المسرحية، ويمجد فقط انجازاته العسكرية:
| باليونانية | الترجمة العربية |
| Αἰσχύλον Εὐφορίωνος Ἀθηναῖον τόδε κεύθει μνῆμα καταφθίμενον πυροφόροιο Γέλας· ἀλκὴν δ’ εὐδόκιμον Μαραθώνιον ἄλσος ἂν εἴποι καὶ βαρυχαιτήεις Μῆδος ἐπιστάμενος | في هذا القبر يختبئ تراب إسخيلوس، ابن اوفوريون ومبعث فخر گـِلا الولودة لأي حدٍ اُختـُبِرت شجاعته؟ اسألوا ماراثون ومـِدِس ذات الشعر الطويل، التي عرفت شجاعته جيداً. |
| | |

## أعماله
كانت الحاجة ماسة إلى رجل بهذه الهمة ليصوغ المسرحية اليونانية في صورتها النهائية؛ فقد كان إسكلس هو الذي أضاف ممثلاً ثانياً إلى الممثل الأول الذي أخرجه ثسبيس من بين فرقة المغنين، وأتم بذلك نقل الترتيلات الديونيشية من قصيدة دينية غنائية إلى مسرحية، وكتب سبعين (ويقول بعضهم تسعين) مسرحية، لم يبق منها إلا سبع. وليست الثلاث الأولى من هذه المسرحيات ذات شأن كبير.
ومن أعماله المسرحية التي وصلت إلينا:
- مسرحية سبعة ضد طيبة.
- مسرحية أرستيا الثلاثية.
- مسرحية بروميثيوس المقيد.
- مسرحية بروميثيوس جالب النار.
- مسرحية بروميثيوس الطليق.
- مسرحية الكئفوري.
- مسرحية اليومنيديات.

### مسرحية بروميثيوس المقيد
تعتبر من أشهر أعمال إسكلس وأعظمها هي التي تتكون منها مسرحية أورستيا الثلاثية. وقد تكون مسرحية بروميثيوس المقيد هي الأخرى جزءاً من مسرحية ثلاثية وإن لم نجد مؤرخاً قديماً يؤيد هذا الظن. فنحن نسمع عن مسرحية دينية تدعى بروميثيوس جالب النار، ولكنها كانت تمثل مستقلة عن مسرحية بروميثيوس المقيد في مجموعة أخرى من المسرحيات. ولدينا قطع صغيرة باقية من مسرحية بروميثيوس الطليق من تأليف إسكلس؛ وتكاد هذه القطع أن تكون خالية من المعاني، ولكن العلماء الحريصين يؤكدون لن أننا لو حصلنا على نص المسرحية كاملاً لوجدنا إسكلس يجيب إجابة مقنعة عن جميع الضلالات التي تُنطق بها المسرحية الحالية بطلها. وحتى لو أخذنا بهذا الرأي فإنا لا يسعنا إلا أن نعجب كيف يطيق النظارة الأثينيون الاستماع إلى تجديف هذا الجبار في حق الآلهة في عيد ديني.
ونجد بروميثيوس في مستهل المسرحية مشدوداً إلى صخرة في جبال القوقاز شده إليها هفستس Hephaestus بأمر زيوس حين غضب على بروميثيوس لأنه علم الآدميين فن النار ويقول هفستس:
| يا ابن ثميس يا حصيف الرأي يا حكيم! لقد كتب عليك أن تشد بالأغلال إلى هذه الصخرة العالية التي لا يرقاها إنسان ولا تسمع فيها صوت آدمي أو ترى وجه أحد ممن كنت تحبهم، وحيث تذبل زهرة جمالك محترقة في حر الشمس اللافح الصافي. وسيقبل الليل مزادنا بالنجوم وتتسلى بضلاله، فإذا طلعت الشمس بددت بأشعتها صقيع الصباح؛ ولكن شعورك ببلواك الحاضرة يقض مضجعك مهما يكن ما تتعرض له من أخطار، لأن أحداً لا يمد يده لحل وثاقك. إن هذا هو الذي تجنيه من حبك لبنى الإنسان، لأن زيوس شديد صارم، ولأن الملوك المحدثين قساة غلاظ الأكباد |

وبتحدي بروميثيوس، وهو معلق في الصخرة لا حول له ولا طول، رب أولمبيس، ويعد في زهو وكبرياء الخطوات التي نقل بها الحضارة إلى الخلائق الأولين الذين كانوا حتى ذلك الوقت: يعيشون كالنمل الأخرق تحت الثرى في الكهوف الخاوية التي لا تدخلها أشعة الشمس، ولا تصل إليها دلائل على حلول الشتاء، ولا يعطرها شذى أزهار الربيع، ولا تملؤها فاكهة الصيف؛ ولكنهم كانوا يعملون كل شيء وهم عمى البصائر لا يخضعون لقانون، حتى علمتهم كيف تشرق النجوم وتغرب في أماكن خافية على عقولهم؛ واخترعت لهم العدد باعث الفلسفة، وعلمتهم تركيب الحروف، ووهبت لهم الذاكرة صانعة كل شيء، وأم التفكير الحلو الجميل. وكنت أول من ذلل الحيوان لخدمة الإنسان...وأنا دون سواي الذي ابتدعت السفن...وأنا الذي اخترعت كل هذه الفنون لبنى الإنسان لا أجد الآن وسيلة أنجي بها نفسي". وتحزن الأرض كلها لحزنه، "فإذا تلاطمت أمواج البحر صرخت، وخرج من أعماق البحار أنين حزين، وانبعث من كهوف الموتى عويل".
وترسل الأمم كلها تعازيها إلى هذا السجين السياسي، وتأمره أن يذكر أن الألم يطوف بكل الخلائق، «فالحزن يسير في الأرض، ويجلس عند قدمي المخلوقات واحداً بعد واحد»، ولكنهم لا يفعلون شيئاً لإنقاذه. ويشير عليه «أقيانوس» بالخضوع لزيوس «لأن الذي يحكم، يحكم بالقسوة لا بالحق»؛ وتعجب الأقيانوسات بنات البحر ولا تدري هل الإنسانية جديرة بأن يعذب أحد من أجلها فيصلب على هذا النحو؛ «لقد كانت تضحيتك هذه أيها الحبيب تضحية لا جدوى منها. ألم تر الجنس البشري ضعيفاً في جهده ونشاطه، يتألف من حالمين خياليين مكبلين بالأغلال؟». ومع هذا فإن تلك البنات يعجبن به إعجاباً يحملهن على البقاء إلى جانبه حين يهدده زيوس بإلقائه إلى طرطروس Tartarus ليواجهن معه الصاعقة التي تقذف به وبهن إلى الهاوية. غير أن بروميثيوس تمنع عنه راحة الموت لأنه من الآلهة ومن أجل ذلك يرفع في الخاتمة المفقودة للرواية الثلاثية من طرطروس ليشد مرة أخرى إلى صخرة جبلية، ويرسل زيوس نسراً ينخر قلب المارد الجبار. لكن القلب ينمو بالليل بنفس السرعة التي ينخره بها النسر بالنهار، وبهذه الطريقة يقاسي بروميثيوس العذاب مدى ثلاثة عشر جيلاً من أجيال الآدميين. ثم يقتل الجبار الرحيم هرقل النسر ويقنع زيوس بفك أغلال بروميثيوس، ويندم هذا على فعلته ويصطلح مع زيوس القادر على كل شيء، ويضع في إصبعه الخاتم الحديدي رمز الضرورة.
وفي هذه المسرحية القوية يكرر إسكلس موضوع المسرحيات اليونانية - وهو كفاح الإرادة البشرية ضد القدر المحتوم - وموضوع حياة بلاد اليونان في القرن الخامس - وهو الصراع بين الفكر الثائر والإيمان التقليدي. والنتيجة التي يستخلصها نتيجة غير صريحة، ولكنه يدرك قضية الثائر ويحبوها بعطفه كله؛ ولسنا نجد حتى في مسرحيات يوربديز مثل ما نجده هنا من النظرة الانتقادية لرب أولمبس، وما أشبه هذه المسرحية بالفردوس المفقود يحتل فيها الملك الساقط مكان بطل القصة رغم ما يتصف به الشاعر من تقى وصلاح. والراجح أن ملتن كان كثيراً ما يذكر بروميثيوس وهو يؤلف الخطب البليغة التي ينطق بها الشيطان. وكان غوته مولعاً بهذه المسرحية، واتخذ بروميثيوس أداة يعبر بها عن نزعة الشباب الجامح ؛ أما بيرن فقد اتخذه نموذجاً ينسج على منواله طول حياته ؛ وأعاد شلي Shelley ، وهو الذي كان على الدوام هدفاً لنوب الدهر، القصة إلى الحياة في قصيدته المشهورة بروميثيوس الطليق التي لا يخضع فيها الجبار الثائر قط. وتنطوي هذه الخرافة على عدد كبير من الاستعارات والتشبيهات: منها أن العذاب هو ثمرة شجرة المعرفة، ومنها أن معرفة المستقبل تحطم قلب الإنسان كمداً ؛ وأن العذاب والصلب هما جزاء المخلص على الدوام ؛ وأن الإنسان مضطر في آخر الأمر أن يرضى بالقيود Man Muss Enstagen ، وأن عليه أن يحقق غايته داخل نطاق طبيعة الأشياء.
وذلك لعمري موضوع جليل، يمكن إسكلس بفضل لغته الجزلة من أن يجعل من بروميثيوس مأساة من الطراز العظيم". ولم نر قط الكفاح بين العلم والخرافة، أو بين الاستنارة والجهل، أو بين العبقرية والتحكم، قد صور بأقوى مما صور به هنا، أو سما في الرمزية أو في الصراحة إلى أسمى مما سما به في هذه المأساة. ويقول شلجل Schlegel في هذا: "إن المآسي الأخرى التي أنتجها المؤلفون اليونان مآس عادية أما هذه فهي المأساة الحقة".

### ثلاثية الاورستيا
مسرحية أرستيا الثلاثية هي بإجماع الآراء أجمل المسرحيات اليونانية على الإطلاق، ولعلها أجمل المسرحيات في العالم كله. وقد مثلت في عام 458، وأكبر الظن أن تمثيلها حدث بعد عامين من تمثيل مسرحية بروميثيوس المقيد وقبل أن يموت مؤلفهما بعامين. وموضوع المسرحية هو نشأة العنف من العنف، والجزاء المحتوم الذي لا بد أن يؤدي إليه الكبرياء والتطرف المصحوبان بالعتو والصلف. ونحن نسمي القصة خرافة، ولكن اليونان كانوا يسمونها تاريخاً، ولعلهم كانوا على حق في هذه التسمية. وهذه القصة كما يرويها اثنان من كبار كتاب المسرحيات اليونان يمكن أن تسمى أطفال تانتلوس لأن هذا الملك الفريجي المستهتر الفخور بثرائه هو الذي بدأ سلسلة الجرائم الطويلة، واستنزل غضب ربات الانتقام جزاء له على سرقة شراب الآلهة وطعامها، وتقديم الطعام المقدس لابنه بلويس ؛ وفي كل عصر من العصور يجمع بعض الناس من الثروة أكثر مما يليق بالإنسان، ويستخدمونها لإفساد أبنائهم.
وفي هذه القصة ترى كيف استطاع بلوبس أن يستحوذ على عرش إليس Elis بشر الوسائل، وكيف اغتال بعدئذ شريكه في جرمه، وتزوج ابنة الملك الذي خدعه وقتله، ثم رزق من هبودامياHippodamia بثلاثة أبناء: ثيستيز Theyestes وإيروبي Aerope وأتروس Atreus. وفسق ثيستيز بإيروبي ؛ وانتقم أتروس لأخته بأن أطعم أخاه أبناءه في وليمة ؛ فما كان إيجسثس Aegisthus بن ثيستيز من أخته إلا أن أقسم لينتقمن من أتروس وأبنائه. وكان لأتروس ولدان هما أجممنون ومنلوس ، وتزوج أجممنون كليتمنسترا ورزق منها ابنتين هما إقجينيا وإلكترا وولداً واحداً هو أرستيز. ولما أن سكتت الريح ووقفت سفن أجممنون عند أويس وهي في طريقها إلى طروادة، روعت كليتمنسترا حين أضحى أجممنون بابنته إقجينيا لكي تهب الريح ، وبينما كان أجممنون يحاصر طروادة أخذ إيجسثس يغازل زوجته الحزينة ، فمالت له وائتمرت معه على قتل الملك. ومن هذه النقطة يبدأ إسكلس قصته.
وجاءت الأنباء إلى أرجوس بأن الحرب قد وضعت أوزارها ، ونزل أجممنون الفخور على شواطئ البلوبونيز "مسربلاً بدروع من الصلب وترتعد الجيوش فرقاً إذا غضب"، واقترب من ميسيني ، ويظهر جماعة من الكبراء أمام قصر الملك وينشدون نشيداً يعيد إلى الأذهان تضحية أجممنون بإفجينيا. "وتسلح على مهل بما لا بد من التسلح به ، وتحركت في صدره ريح عجيبة هزته هزاً ، ريح من الأفكار السود ، نجسة ، دنسة ؛ فقام وقد امتلأ قلبه جرأة ، لأن الناس تقوى قلوبهم إذا عميت بصائرهم ؛ وهم بتنفيذ رغبته الدنيئة التي أورثته الحزن فيما بعد ؛ بل إنها هي الحزن بعينه. وهكذا تحجر قلب هذا الرجل فقتل ابنته لكي يستطيع بهذا القتل أن يثأر لنفسه من ضحكة ضحكتها امرأة وأن يعين سفائنه على السير... "وألقت بقميصها الزعفراني اللون على الأرض بقوة وغضب مكبوت لم تنطق به ؛ ونفذت في قلب كل رجل من أولئك الرجال المحاربين القتلة سهام الرأفة التي أطلقتها الفتاة من عينيها ، وارتسمت في عقولهم صورة وجه يحاول بقوة ما أعجبها أن يستدر الرحمة من القلوب ، وجه الفتاة الصغيرة التي كانت ترقص إلى جانب سفينة أبيها. ولم يؤثر ذلك الصوت البريء في قلب الأب حين انضم إلى صوته بعد أن صبت الكأس الثالثة". ويدخل رسول أجممنون ليعلن قدوم الملك. ويدرك إسكلس بخياله الرقيق ما يهتز به قلب الجندي البسيط من نشوة السرور وهو يطأ بقدمه أرض بلاده بعد غيابه الطويل ؛ فينطق الجندي بقوله: "إني الآن مستعد للموت إذا أراد اللّه أن أموت".
ويصف الجندي لفرقة المرتلين أهوال الحرب وأقذارها ، والمطر الذي تنفذ مياهه إلى العظام ، والحشرات التي تضاعفت في الشعر ، وحرارة الصيف الخانقة في إليون، وبرد الشتاء القارس الذي تساقطت منه الطيور جميعها موتى. وتخرج كلتيمنسترا من القصر كئيبة متهيجة الأعصاب ، ولكنها مع ذلك ذات كبرياء ، وتأمر أن تنثر في طريق أجممنون السجف الثمينة. ويقبل الملك في عربته الملكية ، يحف به جنوده ، منتصب القامة فخوراً بما أحرزه من نصر ، ومن خلفه عربة أخرى تحمل كسندرا الجميلة السمراء ، وهي الأميرة والمتنبئة الطروادية ، جارية أجممنون ومشبعة شهوته رغم أنفها ، وهي التي تتنبأ وقلبها غاضب حاقد بأنه سوف يلقى جزاءه ، كما تتنبأ في حزنها بموتها.
وتصف كلتيمنسترا للملك بلسان زلق شوقها لعودته خلال السنين الطوال: «لقد نضبت من أجلك ينابيع دموع عيني الفياضة ، فلم تبق فيها قطرة واحدة ، ولكنك تستطيع أن ترى فيهما كيف أضناهما سهري ، وأنا أترقب في حزن بشائر نصرك المبطئة ، وكيف كنت أقوم مسرعة من نومي المضطرب إذا هزت البعوضة جناحها لأني كنت أحلم بمتاعبك المضنية الطويلة ، وقد تجمعت كلها أثناء نومي القصير». ويرتاب أجممنون في إخلاصها ويلومها أشد اللوم على إسرافها في فرش السجف المطرزة تحت سنابك خيله ، ولكنه يتبعها إلى القصر وتصحبه كسندرا مذعنة مستسلمة. وتردد فرق المرتلين بصوت منخفض في خلال فترة الراحة الطويلة أغنية تنذر بشر مستطير. ثم تنبعث من الداخل صرخة كان كل سطر من أسطر المأساة يهيئ الآذان لسماعها ، صرخة أجممنون حين يغتاله إيجسثس وكلتيمنسترا. وتفتح الأبواب ، وتظهر كلتيمنسترا والبلطة في يدها والدم يلوث جبهتها ، وقد وقفت منتصرة فوق جثتي كسندرا والملك ، وترتل الفرقة خاتمة المسرحية: «ألا ليت الله يمن عليَّ بأن يعاجلني الموت فجاءة دون ألم أشد ، ومن غير انتظار مؤلم طويل ، فأقضي نحبي وأنام النوم الأبدي الذي لا صحوة منه. ليت الله يمن عليَّ بهذا بعد أن لاقى الردى من كان يرعاني حبه».
وتعد الأرستيا أروع آيات الأدب اليوناني بعد الإلياذة والأوذيسة، ففيها تظهر سعة الإدراك ، ووحدة التفكير والتنفيذ ، وقوة الترقي المسرحي ، والقدرة على فهم أخلاق الناس ، وروعة الأسلوب ، وهي مميزات لا نراها مجتمعة مرة أخرى إلا في شكسبير. والمسرحية الثلاثية محبوكة حبكاً قوياً كأن أجزاءها ثلاثة فصول في مسرحية حديثة ، فكل جزء منها يمهد للجزء الذي يليه ويستدعيه في تتابع منطقي محتوم لا مفر منه ، وكلما أعقبت إحدى مسرحيات المجموعة المسرحية التي قبلها تزداد رهبة الموضوع ، ويبدأ الإنسان يدرك كيف كانت هذه القصة تثير أحاسيس اليونان.
ولسنا ننكر أن الرواية مثقلة بالكلام الكثير الذي لا يبرره مقتل أربعة أشخاص ، وأن ما فيها من أغان كثيراً ما يكون غامضاً عسير الفهم ، وأن ما في هذه الأغاني من تشبيهات واستعارات قد بولغ فيه كثيراً ، وأن لغتها في بعض الأحيان ثقيلة خشنة متكلفة. لكن هذه الأغاني مع ذلك لا يفوقها شيء من نوعها ، فهي مليئة بالعظمة والحنو ، بليغة فيما تدعو إليه من دين جديد هو دين العفو والمغفرة ، ومن فضائل النظام السياسي الذي يؤذن بالزوال.
ذلك أن الأرستيا تبلغ من التحفظ ما تبلغه برومثيوس من التطرف وإن لم يكن بينهما إلا فترة من الزمان لا تزيد على سنتين ، لقد جرد إفيلتيز الأرببجس من اختصاصه في عام 462، وفي عام 461 قتل ، وفي عام 458 عرض إسكلس في الأرستيا دفاعاً عن هذا المجلس قال فيه إنه أحكم هيئة في حكومة أثينا. وكان الشاعر في ذلك الوقت قد طال أجله وضرسته السنون ، وكان في وسعه أن يفهم الشيوخ أكثر مما يفهم الشبان ، وكان مثل أرسطوفان يتوق لأن يتحلى بفضائل رجال مرثون. ويريد أثنيوس منا أن نعتقد أنه كان سكيراً ولكننا نراه في الأرستيا رجلاً متزمتاً يعظ الناس من فوق المسرح ، ويحذرهم من الخطيئة وما يتبعها من عقاب ، ويبين لهم ما يعقب الألم من حكمة ، ويشرح قانون العتو والانتقام ، وهو مبدأ آخر من مبادئ الخطيئة الأولى ، ويقول إن كان عمل غي صالح سينكشف يوماً ما ويعاقب مقترفة في إحدى حيواته. وبهذا حاول التفكير اليوناني أن يوفق بين الشر واللّه ، فيقول إن العذاب كله ناشئ من الخطيئة ، ولو كانت خطيئة جيل من الأجيال البائدة.

#### الخوئفوري أو حاملات قربان الخمر
مسرحية الكئفوري Choephoroe أو حاملات قربان الخمر. واسمها مشتق من جماعة النساء اللاتي يأتين بالقرابين إلى قبر الملك. وكانت كلتيمنسترا قد أرسلت أرستيز ابنها الصغير ليربى في فوسيس Phocis القاصية عساه أن ينسى مقتل أبيه ، ولكن شيوخ تلك الجزيرة يعلمونه قانون الثأر القديم: «إن نقطة الدم المراقة تتطلب دماً جديداً»؛ وكانت الدولة في تلك الأيام المظلمة تترك عقاب القتل لأولياء القتيل ، وكان الناس يعتقدون أن روحه لا تجد الراحة حتى يثأر له.
واستحوذت فكرة الانتقام على أرستيز وأقضت مضجعه ، وكانت توحي إليه أن يقتل أمه وإيجسثس. وتحقيقاً لهذا الغرض يأتي سراً إلى أرجوس مع رفيقه بيلديز Pylodes ، ويبحث عن قبر أبيه ، ويضع عليه خصلة من شعره. ويسمع الشبان وقع أقدام ساكبي قربان الخمر على القبر فيبتعدان عنه ويصغيان في ذهول إلى إلكترا أخت أرستيز الحزينة وقد أقبلت مع جماعة من النساء ، ووقفت عند القبر ، وأخذت تناجي روح أجممنون وتدعوه لأن يثير أرستيز فيأخذ بثأر أبيه. وهنا يكشف أرستيز عن نفسه ، فتصب من قلبها المثقل بالهموم في عقله الساذج أن عليه أن يقتل أمه ، ويذهب الشابان إلى قصر الملك في زي تاجرين ؛ وترحب بهما كلتيمنسترا وتكرمهما فيرق لها قلباهما ، ولكن أرستيز يختبرها بقوله إن الغلام الذي أرسلته إلى فوسيس قد مات ؛ ويستولي عليه الفزع حين يرى البهجة بادية في حزنها.
وتستدعي إيجسثس يستمع معها إلى أن الفتى الذي يخشيان انتقامه قد قضى نحبه ، فيقتله أرستيز ويدفع أمه إلى القصر ، ثم يخرج بعد هنيهة وقد جن جنونه أو كاد لشعوره بأنه قتل أمه ويقول: «وقبل أن يذهب عقلي أعلن في هذا المكان إلى كل من يحبني ، وأعترف أني قتلت أمي».

### مسرحية اليومنيديات Eumenides
تشتق المسرحية اسمها من اسم هذه الإلهات المُلَطَّف «اليومنيديات Eumenides» أي «الراجيات الخير». ونرى فيها أن الشاعر يصور أورستيس تطارده ربات الانتقام المكلفة بعقاب المجرمين ؛ ويصبح أرستيز طريداً مهدر الدم ، يتجنبه سائر الناس ؛ تتعقبه ربات الانتقام أينما ذهب ، وتحوم حوله في صورة أشباح سود تنادي بسفك دمه. ويلقي الفتى بنفسه فوق مذبح أبلو في دلفي فيهدئ الإله روعه ، ولكن شبح كلتيمنسترا يقوم من تحت الثرى ويوعز إلى ربات الانتقام ألا تتوانى عن تعذيب ولدها. ويسافر أرستيز إلى أثينة ويخر راكعاً أمام ضريح الإلهة أثينة ويتوسل إليها أن تنجيه. وتسمع أثينا نداءه وتصفه بالذي «كمله العذاب». وتحتج ربات الانتقام عليها فتدعوهن أن يعرضن قصة أرستيز على مجلس الأريبجس؛ ويمثل المشهد الأخير هذه المحاكمة العجيبة التي ترمز إلى استبدال حكم القانون بالقصاص وسفك الدماء. وتتولى أثينا ربة المدينة رياسة المجلس ، وتعرض ربات الانتقام حجتهن في طلب الانتقام من أرستيز، ويدافع عنه أپولو. وتنقسم المحكمة على نفسها وتتساوى الأصوات ، وترجح أثينة رئيسة المجلس الجانب الذي يريد تبرئة أرستيز ، وتعلن براءته ، وتقرر من ذلك الوقت رسمياً أن مجلس الأريبجس هو المحكمة العليا في أتكا، وأن حكمه السريع على القاتل سيطهر البلاد من المنازعات ، وأن حكمته ستهدي الدولة إلى طريق النجاة مما يحيط بالشعب من أخطار.
وتهدئ الإلهة بألفاظها العذبة ثائرة ربات الانتقام ، وتكسب قلوبهن ، وتقول زعيمتهن إن «نظاماً جديداً قد ولد في ذلك اليوم».

## تأثيره على الدراما اليونانية والثقافة
لم يكن إسكلس تقياً ساذجاً ، ودليلنا على ذلك أن في مسرحياته ، ومنها الأرستيا ، كثيراً من العبارات الدالة على الإلحاد ، وقد اتهم بالكشف عن أسرار الطقوس الدينية ، ولم ينجه إلا شفاعة أخيه مينياس الذي كشف عما أصيب به من جروح في سلاميس. ولكن إسكلس كان يعتقد واثقاً أن الأخلاق الصالحة لها أن تعتمد على قوى غير قوى البشر لكي تصمد لقوة الغرائز المضرة بالهيئة الاجتماعية ، وكان يرجو: "أن يكون هناك واحد يستمع إلى الناس من عرشه الأعلى ، بان أو زيوس أو أبلو، مطلع على الخلق ، يعاقب على خرق القانون بالغضب ويتعقب من خرقه ، وهو يقصد بهذا "تعذيب الضمير والجزاء الحق". ومن أجل هذا تراه يجل الدين ويحاول أن يسمو عن الشرك ، ويفكر في التوحيد. "أي زيوس ، زيوس ، أينما يكون ؛ إذا كان يحب أن يسمع هذا الاسم فسوف أدعوه به. أنقب في البر والبحر والهواء ، فلا أجد في مكان ما ملجأ إلا إليه وحده ، إذا نبذ عقلي ، قبل موته ، عبء هذا الغرور".
وهو يرى أن زيوس هو طبيعة الأشياء مجسدة ، وهو قانون العالم أو علته ، وأن «القانون الذي هو القدر والأب الذي يدرك كل شيء يلتقيان هنا ويصبحان شيئاً واحداً». وربما كانت هذه الأبيات الختامية آخر ما نطق به من الشعر. ويعود بعد عامين من إخراج أرستيا إلى صقلية. ويعتقد البعض أن النظارة، وهم في العادة أكثر تطرفاً من القضاة ، لم تعجبهم هذه المسرحية الثلاثية ؛ ولكن يصعب التوفيق بين هذا الاعتقاد وبين ما قرره الأثينيون بعد بضع سنين ، وعلى خلاف العادة ، من إعادة تمثيل مسرحياته في ملهى ديونيشس. وقد أقبل على هذا كثيرون وظل إسخيلوس ينال الجوائز بعد وفاته.

## وفاة درامية تليق بأبي الدراما
وبينما كان هذا يحدث إذ قتله نسر في صقلية، على ما تقول إحدى هذه القصص القديمة ، بأن ألقى سلحفاة على رأسه الأصلع لأنه حسبه حجراً. وفيها دفن إسخيلوس ونقش على شاهد قبره تلك العبارة التي كتبها بنفسه والتي يدهشنا أنها لم تذكر شيئاً عن مسرحياته، والتي يفخر فيها بندوب جراحه: تحت هذا الحجر يرقد إسكلس، الذي تحدثنا عن بسالته أيكة مرثون ، أو ملكة الفرس ذات الشعر الطويل الذي يعرفه حق المعرفة.

## الهوامش
1. 1 2  Λεξικό Νεοελληνικής Λογοτεχνίας: Πρόσωπα, Έργα, Ρεύµατα, Όροι (باليونانية). Αθήνα. 2007. pp. 38–40. ISBN:978-960-16-2237-8. QID:Q131401229.{{استشهاد بكتاب}}:  صيانة الاستشهاد: مكان بدون ناشر (link)
2. 1 2  "Эсхил". Малая советская энциклопедия, 1936—1947 (بالروسية). 1936. QID:Q87326725.
3. ↑  text from the Anthologiae Graecae Appendix, vol. 3, Epigramma sepulcrale, Page 17

## وصلات خارجية
- إسخيلوس على موقع IMDb (الإنجليزية)
- إسخيلوس على موقع الموسوعة البريطانية (الإنجليزية)
- إسخيلوس على موقع ميوزك برينز (الإنجليزية)
- إسخيلوس على موقع قاعدة بيانات برودواي على الإنترنت (الإنجليزية)
- إسخيلوس على موقع إن إن دي بي (الإنجليزية)
- إسخيلوس على موقع ديسكوغز (الإنجليزية)
- إسخيلوس على موقع قاعدة بيانات الفيلم (الإنجليزية)
- Wikipedia- مسرح إغريقي
- Selected Poems of Aeschylus
- مؤلفات Aeschylus في مشروع غوتنبرغ
- Online English Translations of Aeschylus
- Photo of a fragment of The Net-pullers
- Prometheus Bound
- Crane، Gregory. "Aeschylus (4)". Perseus Encyclopedia. مؤرشف من الأصل في 2008-02-14.